# Daniel Carlos Bayo
Carlos Daniel Bayo (La Plata, Bs. As., Argentina, 25 de octubre de 1940), exfutbolista argentino. Jugaba de mediocampista. Hermano de Diego Francisco Bayo.
Jugador de gran personalidad, un patrón en la mitad del campo. De gran paso por Gimnasia, fue transferido a Racing Club en 1964. En 1966 pasó a River Plate. En River Plate, su paso es recordado por los dos goles (en su carrera anotó 15) que le convirtió a Antonio Roma, el arquero de Boca Juniors: uno en 1966 por la Copa Libertadores donde River se impuso por 2-1 y el restante fue por el torneo local en 1967, donde River triunfó por 1-0.
En 1968 firma para Banfield, pero sus continuous problemas en la rodilla derecha, lo obligaron a abandonar definitivamente el fútbol al final de la temporada. Jugó en la selección nacional argentina.

## Clubes
| Club                        | País      | Año       |
| --------------------------- | --------- | --------- |
| Gimnasia y Esgrima La Plata | Argentina | 1960-1963 |
| Racing Club                 | Argentina | 1964-1965 |
| River Plate                 | Argentina | 1966-1967 |
| Banfield                    | Argentina | 1968      |